# El Chadaille Bitshiabu
El Chadaille Bitshiabu (Villeneuve-Saint-Georges, 16 maggio 2005) è un calciatore francese, difensore del RB Lipsia.

## Caratteristiche tecniche
Difensore centrale dal fisico imponente, abile nel gioco aereo e nell'impostazione del gioco.

## Carriera

### Club

#### Paris Saint Germain
Cresciuto nel settore giovanile del Paris Saint-Germain, il 29 luglio 2021 firma il primo contratto professionistico, di durata triennale. Il 19 dicembre seguente esordisce in prima squadra, in occasione della partita di Coppa di Francia vinta per 0-3 contro l'Entente Feignies Aulnoye, diventando così il più giovane esordiente della storia del club parigino, all'età di 16 anni, 7 mesi e 3 giorni (primato che sarà poi battuto da Warren Zaïre-Emery).

#### Lipsia
Il 18 luglio 2023, Bitshiabu si trasferisce al RB Lipsia, in Bundesliga, per circa 15 milioni di euro (più bonus), firmando un contratto quinquennale con la società tedesca.

## Statistiche

### Presenze e reti nei club
Statistiche aggiornate al 9 novembre 2024.
| Stagione                   | Squadra                    | Campionato                 | Campionato | Campionato | Coppe nazionali | Coppe nazionali | Coppe nazionali | Coppe continentali | Coppe continentali | Coppe continentali | Altre coppe | Altre coppe | Altre coppe | Totale | Totale |
| Stagione                   | Squadra                    | Comp                       | Pres       | Reti       | Comp            | Pres            | Reti            | Comp               | Pres               | Reti               | Comp        | Pres        | Reti        | Pres   | Reti   |
| -------------------------- | -------------------------- | -------------------------- | ---------- | ---------- | --------------- | --------------- | --------------- | ------------------ | ------------------ | ------------------ | ----------- | ----------- | ----------- | ------ | ------ |
| 2021-2022                  | Paris Saint-Germain 2      | N2                         | 3          | 0          | -               | -               | -               | -                  | -                  | -                  | -           | -           | -           | 3      | 0      |
| 2021-2022                  | Paris Saint-Germain        | L1                         | 1          | 0          | CF              | 2               | 0               | UCL                | 0                  | 0                  | SF          | 0           | 0           | 3      | 0      |
| 2022-2023                  | Paris Saint-Germain        | L1                         | 13         | 0          | CF              | 2               | 0               | UCL                | 1                  | 0                  | SF          | -           | -           | 16     | 0      |
| Totale Paris Saint-Germain | Totale Paris Saint-Germain | Totale Paris Saint-Germain | 14         | 0          |                 | 4               | 0               |                    | 1                  | 0                  |             | 0           | 0           | 19     | 0      |
| 2023-2024                  | RB Lipsia                  | BL                         | 6          | 0          | CG              | 0               | 0               | UCL                | 0                  | 0                  | SG          | -           | -           | 6      | 0      |
| 2024-2025                  | RB Lipsia                  | BL                         | 6          | 0          | CG              | 1               | 0               | UCL                | 2                  | 0                  | -           | -           | -           | 9      | 0      |
| Totale RB Lipsia           | Totale RB Lipsia           | Totale RB Lipsia           | 12         | 0          |                 | 1               | 0               |                    | 2                  | 0                  |             | -           | -           | 15     | 0      |
| Totale carriera            | Totale carriera            | Totale carriera            | 29         | 0          |                 | 5               | 0               |                    | 3                  | 0                  |             | 0           | 0           | 37     | 0      |

## Palmarès

### Club

#### Competizioni nazionali
- Campionato francese: 2

Paris Saint-Germain: 2021-2022, 2022-2023
- Supercoppa francese: 1

Paris Saint-Germain: 2022
- Supercoppa di Germania: 1

RB Lipsia: 2023

### Nazionale

#### Competizioni giovanili
- Campionato d'Europa Under-17: 1

Israele 2022